# 연방 선거 운동법
1971년 연방 선거 운동법(영어: Federal Election Campaign Act of 1971, FECA, Pub.L. 92–225, 86 Stat. 3, 1972년 2월 7일 제정, 52 U.S.C. § 30101 et seq.)은 미국 연방법 중 정치 캠페인 기금 모금 및 지출을 규제하는 주요 법률이다. 이 법은 원래 통신 매체에 대한 캠페인 지출 제한을 설정하고, 선거법 위반에 대한 형사 처벌을 추가하며, 연방 정치 캠페인에 대한 공개 요건을 부과하는 데 중점을 두었다. 이 법은 1972년 2월 7일 리처드 닉슨 대통령에 의해 법률로 서명되었다.
1970년 10월 정치 방송 지출 제한 법안에 거부권을 행사했을 때, 저는 선거 운동 지출을 통제하는 것이 매우 칭찬할 만한 목표임을 지적했습니다. 당시 제 앞에 있던 법안의 주요 문제는 전체 비용을 제한하지 않고 라디오와 텔레비전에만 적용되었다는 점입니다. 당시 제가 말했듯이, 그것은 "체에 구멍 하나만 막는 것"이었습니다.
그 이후로 하원과 상원은 더 나은 법안을 설계하기 위해 노력했습니다. 저는 그들이 그 노력에서 성공했다고 믿습니다. 1971년 연방 선거 운동법인 S. 382는 연방 선출직 후보자가 광고에 지출할 수 있는 금액을 라디오와 텔레비전에만 국한하지 않고 모든 통신 매체를 통해 제한합니다. 또한 후보자와 그 가족이 자신의 캠페인에 기부할 수 있는 금액을 제한합니다. 이 법은 선거 후와 캠페인 기간 동안 캠페인 자금의 출처와 사용 모두에 대한 완전한 보고를 제공합니다. 미국 대중에게 정치 자금 조달에 대한 사실을 완전히 공개함으로써 이 법안은 캠페인 남용을 방지하고 선거 과정의 청렴성에 대한 대중의 신뢰를 구축하는 데 기여할 것입니다.

1971년 연방 선거 운동법은 현실적이고 시행 가능한 법안으로, 대중의 큰 관심사였던 분야에서 중요한 진전입니다. 그러한 관심을 공유하기 때문에 저는 이 법안에 대한 승인을 기쁘게 표합니다.
1974년에 이 법은 미국 연방선거위원회 (FEC)를 설립하고 캠페인 지출을 추가로 규제하기 위해 개정되었다. 이 법은 1976년에 버클리 대 발레오 사건에 의해 위헌으로 판결된 FEC의 구조 및 캠페인 지출 제한을 포함한 조항들에 대한 대응으로 다시 개정되었고, 1979년에는 정당들이 유권자 등록 및 투표율 증가와 같은 활동에 하드 머니를 무제한으로 지출할 수 있도록 허용하기 위해 다시 개정되었다. 1979년에 FEC는 정당들이 비연방 행정 및 당 건설 활동에 규제받지 않는 또는 "소프트" 머니를 지출할 수 있다고 판결했다. 나중에 이 돈은 후보자 관련 이슈 광고에 사용되었고, 이는 선거에서 소프트 머니 기부금 및 지출의 상당한 증가로 이어졌다. 이는 다시 2003년 1월 1일 발효된 초당적 선거개혁법 ("BCRA")의 통과로 이어졌는데, 이 법은 정당의 소프트 머니 지출을 금지했다. "하드 머니" 기부의 법적 제한 중 일부도 BCRA에 의해 변경되었다.

## 배경
일찍이 1905년에 시어도어 루스벨트는 선거 자금 개혁을 지지하며 정치적 목적의 기업 기부를 금지할 것을 요구했다. 이에 따라 미국 의회는 기업 기부를 금지하는 틸먼법을 1907년에 통과시켰다. 1910년에 제정된 연방 부패 관행법과 1910년과 1925년의 후속 개정안, 해치법, 1943년의 스미스-코널리법, 그리고 1947년의 태프트-하틀리법을 통해 추가적인 규제가 뒤따랐다. 이 법들은 연방 공직 선거에서 기업과 노조의 지출을 규제하고, 선거 기부자의 공개를 의무화하는 것을 목표로 했다.

## 입법 연혁
1970년에 닉슨 대통령은 텔레비전과 라디오에 대한 선거 운동 지출을 규제하는 법을 제정하려던 법안인 1970년 정치 방송법에 거부권을 행사했다. 닉슨 대통령은 정치 방송법이 선거 운동 지출을 충분히 제한하지 못한다고 주장하며, 이 법이 "체에 구멍 하나만 막는 것"이라고 언급했다. 이 법안은 선거 지출을 규제하려는 시도였으나, 거부권을 무효화할 수 있는 충분한 의석을 확보했음에도 상원 민주당은 대통령의 서명 없이 법을 통과시키지 못했다. 그 후, 마이크 맨스필드 상원 의원은 1971년 1월 26일 제92회 미국 의회에서 나중에 FECA로 알려지게 될 S. 382를 상원에 제출했다.
이 법은 1971년 3월 2일 존 올랜도 파스토레 상원의원에 의해 상원 상업위원회 통신소위원회에 처음 제출되었다. 상원 상업위원회를 18대 0으로 통과한 후, 이 법은 1971년 8월 5일 상원 본회의를 88대 2로 통과했다.
하원에서는 1971년 11월 30일 이 법이 372대 23으로 통과되었다. 하원 버전이 상원 버전과 동일하지 않았기 때문에 회의 위원회가 소집되었다. 1971년 12월 14일, 상원은 회의 보고서에 동의했고, 1972년 1월 19일, 하원도 회의 보고서에 동의하여 법안을 닉슨 대통령에게 보냈다.

## 원래 조항

### 캠페인 커뮤니케이션
이 법은 방송 매체, 신문 광고, 전화 통화에 대한 캠페인 지출을, 물가 상승률을 소비자 물가지수로 조정했을 때 후보자가 출마하는 지역구 유권자 1인당 0.10달러로 제한했다. 이 법은 또한 캠페인이 방송 매체에 지출할 수 있는 금액을 총 캠페인 지출 제한액의 60%로 제한했다. 또한, 이 법은 방송 및 비방송 매체가 예비 선거 45일 전과 총선 60일 전 동안 모든 후보자에게 가장 낮은 단위 요율로 광고비를 청구하도록 요구했다. 이 문제에 대한 여러 논의에도 불구하고, 이 법은 1934년 통신법의 제315조를 폐지하지 않았는데, 이는 미디어 회사가 연방 공직 후보자에게 동등한 방송 시간을 제공하도록 요구하는 조항이다.

### 형법 개정
FECA에 따라 보상이나 선물 제공 약속은 금지되었는데, 이는 공직 후보자가 기부금이나 기타 형태의 정치적 지원에 대한 대가로 고용이나 기타 혜택을 제공할 수 없음을 의미한다. 이 법은 또한 후보자가 자신의 캠페인에 자신의 돈을 지출할 수 있는 금액을 대통령 및 부통령 후보자는 5만 달러, 상원 후보자는 3만 5천 달러, 하원 의원 후보자는 2만 5천 달러로 제한했다.
이 법에 명시된 정책 위반 시 최대 1,000달러의 벌금과 최대 1년의 징역, 또는 둘 다 부과될 수 있었다.

### 공개 요건
이 법은 연방 공직 후보자가 100달러를 초과하는 지출 및 수령한 기부금을 공개하도록 요구했다. 후보자는 또한 역년 동안 1,000달러 이상을 수령하고 지출할 의도가 있는 경우 자신의 정치 위원회의 구조와 구성원을 공개해야 했다. 정치 위원회는 10달러를 초과하는 기부금을 제공한 모든 사람의 이름, 직업, 주소, 금액을 기록해야 했다. 또한, 이 법은 다른 사람의 이름으로 기부금을 제공하거나 다른 사람의 이름으로 제공되는 기부금을 의식적으로 수령하는 것을 불법으로 규정했다.
보고서는 대통령 선거의 경우 미국 회계감사원의 회계감사원장에게, 상원 선거의 경우 상원 서기에게, 하원 선거의 경우 하원 서기에게 보내야 했다. 후보자는 또한 자신이 출마하는 주의 국무장관실에 재정을 보고해야 했다.

## 1974년 개정
1972년 대통령 선거 이후, 의회는 1974년에 FECA를 개정하여 개인, 정당 및 PAC의 기부금에 제한을 두었다. 1974년 개정안은 또한 법을 시행하고 공개를 용이하게 하며 공적 자금 조달 프로그램을 관리하기 위해 독립 기관인 미국 연방선거위원회 (FEC)를 설립했다. FEC는 1975년에 출범하여 1976년에 처음으로 공적 자금을 지원받는 대통령 선거를 관리했다.
1976년, 미국 대법원은 버클리 대 발레오 사건에서 1974년 개정안의 여러 핵심 조항을 무효화했는데, 여기에는 후보 캠페인의 지출 제한, 시민이 캠페인과 독립적으로 돈을 지출할 수 있는 능력에 대한 제한, 후보자가 자신의 캠페인에 기부할 수 있는 금액에 대한 제한이 포함되었다. 이 사건은 또한 의무적인 기부자 공개 대상인 독립적인 정치 지출의 범주를 실질적으로 좁혔다.

## 1976년 및 1979년 개정
FECA에 대한 추가 개정은 1976년에 버클리 대 발레오 사건의 판결에 따라 법을 준수하도록 이루어졌다. 주요 개정은 또한 1979년에 공개 절차를 간소화하고 정당의 역할을 확대하기 위해 이루어졌다.

## 2002년 개정
2002년, FECA에 대한 주요 개정은 초당적 선거개혁법, 더 일반적으로 "매케인-페인골드"로 불리는 법에 의해 이루어졌다. 그러나 매케인-페인골드의 주요 부분은 연방 선거 위원회 대 위스콘신 생명권 단체 사건 (2007), 데이비스 대 연방 선거 위원회 사건 (2008), 시티즌스 유나이티드 대 연방 선거 위원회 사건 (2010)에서 대법원에 의해 헌법상 무효로 판결되었다. 시티즌스 유나이티드 판결은 또한 원래 1947년 태프트-하틀리법의 일부로 통과된 FECA의 기업 및 노조의 독립 지출에 대한 완전한 금지를 무효화했다.

## 같이 보기
- 미국의 선거 자금
- 버클리 대 발레오 사건
- 맥코넬 대 연방 선거 위원회 사건
- 변호사 마이클 코언의 트럼프 2016년 대통령 선거 자금 관련 유죄 판결